# 자화상

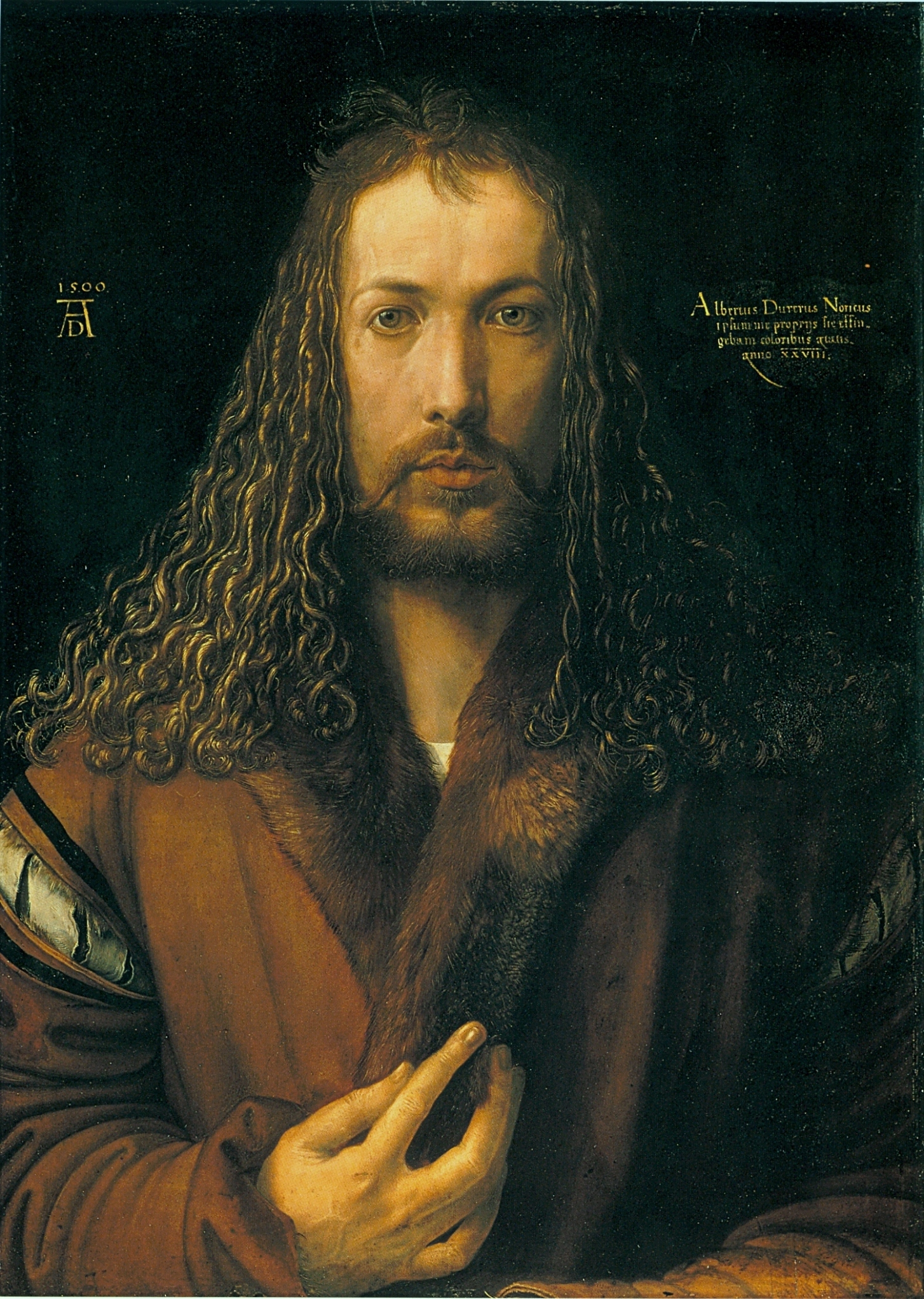

자화상(自畫像, 영어: self-portrait)은 화가 스스로를 대상으로 한 초상화이다. 보통은 유화 물감과 드로잉, 초상화 등의 그림 형식으로 하는 경우가 많은데, 그 중에는 스스로를 새긴 조각, 스스로를 찍은 사진 등 다양한 방법이 사용될 수 있다.

## 같이 보기
- 초상
- 셀프카메라